# Linas Hacedek
Linas Hacedek (hebr. Uczciwy Nocleg) – żydowska organizacja dobroczynna zapewniająca pomoc chorym, słabym i starym, a także nocleg, którzy go potrzebowali. Przed II wojną światową działała w większości miast, gdzie mieszkała społeczność żydowska.